# ザーウィヤ県
ザーウィヤ県（ザーウィヤけん、アラビア語: شعبية الزاوية、Az Zāwiya、ザウィヤとも）は、リビアの県。国の北西部のトリポリタニアに位置する。
県都もザーウィヤという。

## 歴史
2007年の県の再編成で、サブラータ・ワ＝スルマーン県を編入した。

## 隣接県
東でトリポリ県と、南東でジファーラ県と、南でジャバル・アル・ガルビ県と、西でヌカート・アル・ハムス県とそれぞれ隣接する。北は地中海に臨む。

## 過去の行政区画

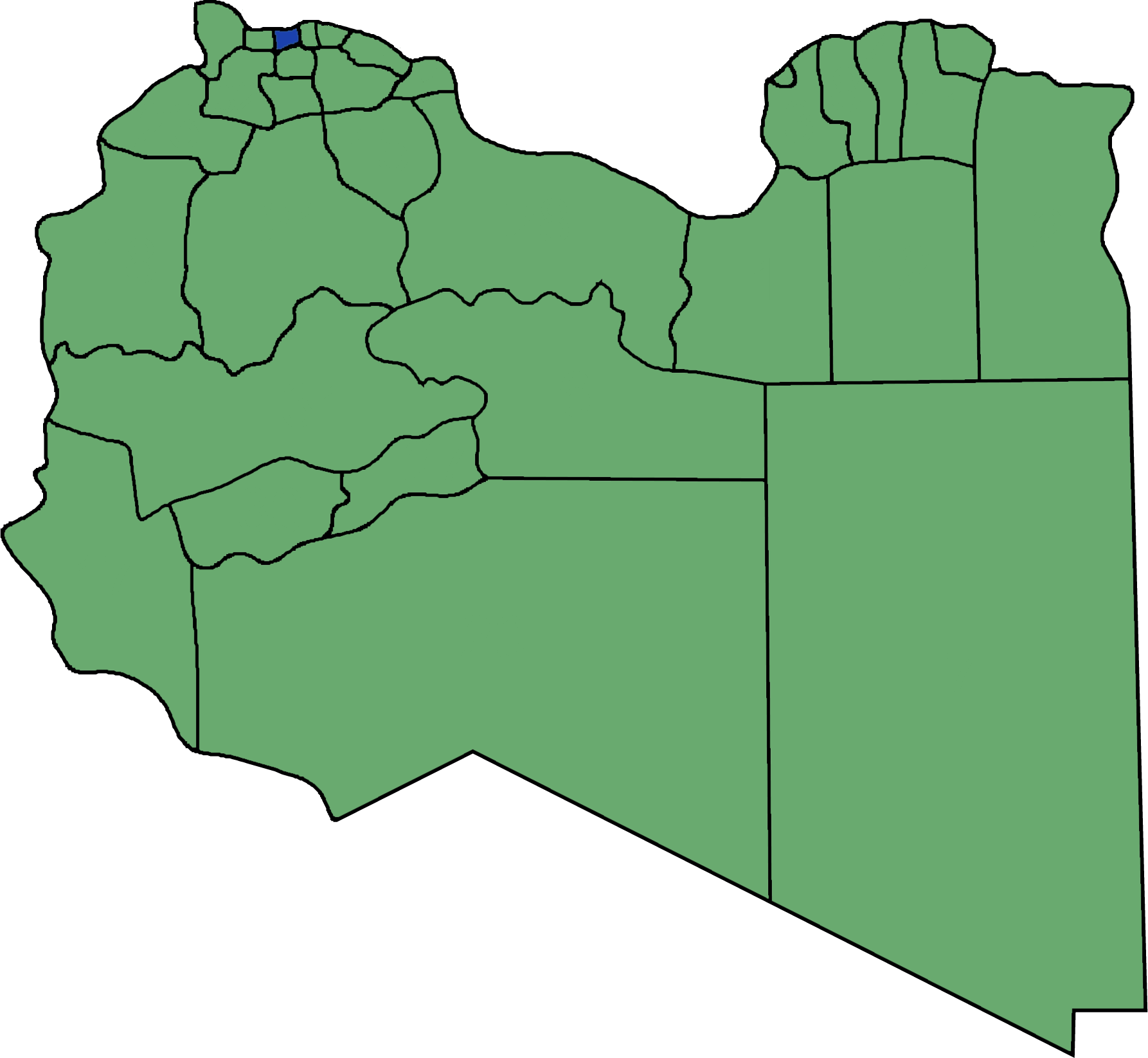
2007年以前のザーウィヤ県